# 潘臨
潘臨，东汉末年的山越首領，以江東會稽一带為根據地。
東漢建安年間，吳國的吳郡、會稽郡、丹楊郡等地多有山越盜賊潛匿。尤其是會稽一帶的山賊大帥潘臨，氣焰囂張，為所欲為，危禍當地，孫吳將士多年來未能平亂。後海昌屯田都尉陸遜率軍討伐，所到之處皆順服之，使得潘臨最終投降吳國。